# Semah Cecil Hyman
Semah Cecil Hyman (hebräisch ססיל היימן; * 12. Februar 1899 in London; † 21. Januar 1981 in Jerusalem) war ein israelischer Diplomat.

## Leben
Semah Cecil Hyman war der Sohn von Rachel Abrahamson und Rabbi Aaron Hyman.
Er heiratete Ann Foner. Er besuchte das Queen Mary’s College in London und studierte an der Universität London.
Semah Cecil Hyman trat in das Jewish Battalion der Royal Fusiliers der British Army ein und wurde im Ersten Weltkrieg in Palästina (Region) eingesetzt.
1922 siedelte er im Völkerbundsmandat für Palästina und wurde Manager bei Barclays in Jerusalem.
Er schrieb Editorials für die The Jerusalem Post als diese noch als Palestine Post erschien.
Er nahm ein Angebot von Mosche Scharet in den auswärtigen Dienst zu treten an und wurde 1951 Gesandtschaftsrat der Handelsmission an der Botschaft in Washington, D.C. Von März 1952 bis 1955 war er Gesandter in Kapstadt.
In seiner Amtszeit besuchte Mosche Scharet die Südafrikanische Union, wohin ab 1955 Uzi exportiert wurden. Von 1955 bis 1957 war er Vertreter der israelischen Regierung beim UN-Hauptquartier und Generalkonsul in New York City.